# Acantheis oreus
Acantheis oreus là một loài nhện trong họ Ctenidae.
Loài này thuộc chi Acantheis. Acantheis oreus được Eugène Simon miêu tả năm 1901.